# Martin Schreiner
Martin Schreiner (* 1997) je český zpěvák a muzikálový herec.

## Kariéra
V roce 2020 se účastnil 6. řady soutěže Česko Slovenská SuperStar, v níž se dostal až do finále. Ve finále skončil na 3. místě za Barborou Piešovou a Dianou Kovaľovou.
V srpnu téhož roku oznámil na svém Instagramu účast v sedmé řadě soutěže Tvoje tvář má známý hlas.
Působí v divadle též jako muzikálový herec a zpěvák. Na divadelních prknech se objevil již ve svých devíti letech, a to v muzikálu Donaha! v pardubickém Východočeském divadle.

### Divadelní role
- 2005 Donaha!, Nathan Lukowski (v alternaci s Josefem Válkem a Jakubem Pospíšilem), Východočeské divadlo Pardubice, režie Roman Štolpa[5]
- 2015 Výtečníci, Richard, Studio Laik (Východočeské divadlo Pardubice), režie Zdeněk Rumpík[6]
- 2015 Mýdlový princ, člen mužské company, Divadlo Broadway, režie Radek Balaš[7]
- 2017 Muž se železnou maskou, šašek (v alternaci s Josefem Lauferem a Michalem Kavalčíkem), Divadlo Broadway, režie Libor Vaculík[8]
- 2018 Trhák, člen mužské company, Divadlo Broadway, režie Radek Balaš[9]